# Patrisija Maldonaldo
Patrisija Maldonaldo (Patricia Maldonaldo) je scenarista iz Argentine. Poslednjih nekoliko godina radi uglavnom sa Kris Morenom. Napisala je scenarije za mnoge poznate argentinske serije, između ostalog za seriju "Buntovnici" (Rebelde Way).